# Fljoðaætta
Fljoðaætta (también Fljode y Fliodaætten) fue una dinastía muy influyente, un clan nórdico en Skatval, Noruega cuyo máximo esplendor lo obtuvo a finales de la Era vikinga (siglo XI) como recaudadores de impuestos para la casa real, un papel reservado para los lendmann durante la Edad Media. Se desconoce su origen, aunque los descendientes conocidos por las sagas nórdicas habitaron la zona de Fløan (Fljoðar) en Stjørdalen.  
El último miembro de la dinastía conocido fue Ivar Fljoðekoll, lendmann que el 22 de abril de 1206 estuvo presente en el cruento e inesperado encuentro entre baglers y birkebeiners durante las llamadas bodas de sangre, un capítulo de las Guerras Civiles Noruegas. El rey Inge Bårdsson solicitó la ayuda de Ivar Fljoðekoll y este salió despavorido por los acontecimientos, respondiendo al rey: «¡Debo ayudarme a mi primero!», y desde ese momento los Fljoðaætten desaparecen de la historia.
En 1428 aparecen registradas en el catastro medieval Aslak Bolts jordebok antiguas propiedades que permanecían bajo la autoridad de Fløan, posiblemente las últimas tierras familiares antes de entrar en posesión de la iglesia.